# Canta con nosotros
Canta con nosotros fue una serie de vídeos musicales karaoke editados en VHS, producidos por Disney en los años 1990, en las que se ofrecían vídeos musicales y las letras de las canciones a modo karaoke, en español.

## Volúmenes

### Zip-a-Dee-Doo-Dah
Titulada: Siembra Dulzura (Hispanoamérica) / Zip-a-Dee-Doo-Dah (España)
- "El Club de Mickey Mouse" - Mickey Mouse March (El Club de Mickey Mouse)
- "Siembra Dulzura" - Zip-a-Dee-Doo-Dah (Canción del sur)
- "Capturado Por Los Indios" - Following the Leader (Peter Pan)
- "Un Pequeño Mundo" - It's a Small World (Disneyland)
- "Feliz Nocumpleaños" - The Unbirthday Song (Alicia en el país de las maravillas)
- "Bíbidi-Bábidi-Bu" - Bibbidi-Bobbidi-Boo (La Cenicienta)
- "Casey Junior" (Dumbo)
- "Davy Crockett" - The Ballad of Davy Crockett (Davy Crockett)
- "Dame un Silbidito" - Give a Little Whistle (Pinocho)
- "Silbando a Trabajar" - Whistle While You Work (Blancanieves y los siete enanos (Hispanoamérica) / Blancanieves y los siete enanitos (España))
- "Siembra Dulzura" (estribillo) - Zip-a-Dee-Doo-Dah Reprise

### Heigh-Ho
Titulada: Heigh-Ho (Hispanoamérica y España)
- "Heigh-Ho" (Blancanieves y los siete enanos (Hispanoamérica) / Blancanieves y los siete enanitos (España))
- "La Rica, Rica Miel" - Up, Down, and Touch the Ground (Winnie Pooh y el árbol de miel)
- "Hey Leri Lerón" - Hi-Diddle-Dee-Dee (Pinocho)
- "Yo Ho" (Piratas del Caribe)
- "Canto Tirolés" - The Dwarfs' Yodel Song (The Silly Song) (Blancanieves y los siete enanos (Hispanoamérica) / Blancanieves y los siete enanitos (España))
- "Un Vaquero Necesita un Caballo" - A Cowboy Needs a Horse (Un vaquero necesita un Caballo)
- "Los Tres Caballeros" - The Three Caballeros (Los tres caballeros)
- "Zorro" (El Zorro)
- "Los Gatos Siameses" - The Siamese Cat Song (La dama y el vagabundo)
- "Vamos a Volar" - Let's Go Fly a Kite (Mary Poppins)
- "Heigh-Ho" (estribillo)

### Volarás, Volarás
Titulada: Volarás, Volarás (Hispanoamérica y España)
- "¡Volarás, Volarás!" - You Can Fly! (Peter Pan)
- "En el Fondo de Este Bello Mar Azul" - The Beautiful Briny Sea (Travesuras de una bruja (Hispanoamérica) / La bruja novata (España))
- "La Marcha del Coronel" - Colonel Hathi's March (El libro de la selva)
- "Sin Hilos Yo Me Sé Mover" - I've Got No Strings (Pinocho)
- "Tan Sólo Soy Nubecita" - Little Black Rain Cloud (Winnie Pooh y el árbol de miel)
- "Corre que Corre" - The Merrily Song (La leyenda de Sleepy Hollow y el Señor Sapo)
- "Es un Vagabundo" - He's a Tramp (La dama y el vagabundo)
- "Al Compás" - Step in Time (Mary Poppins)
- "Nunca He Visto un Elefante Volar" - When I See an Elephant Fly (Dumbo)
- "¡Volarás, Volarás!" (estribillo) - You Can Fly! Reprise

### Supercalifragilistico
- I Love to Laugh (Mary Poppins)
- Everybody Has a Laughing Place (Song of the South)
- Bluddle-Uddle-Um-Dum (The Washing Song) (Snow White and the Seven Dwarfs)
- Supercalifragilisticexpialidocious (Mary Poppins)
- Quack, Quack, Quack, Donald Duck (A Day in the Life of Donald Duck)
- Oo-De-Lally (Robin Hood)
- Who's Afraid of the Big Bad Wolf? (The Three Little Pigs)
- The Wonderful Thing About Tiggers (Winnie the Pooh and Tigger Too!)
- Pink Elephants on Parade (Dumbo)
- Jolly Holiday (Mary Poppins)

### Ritmo de La Selva
- The Bare Necessities (The Jungle Book)
- You Are a Human Animal (The Mickey Mouse Club TV Series)
- Cinderella Work Song (Cinderella)
- Old Yeller (Old Yeller)
- Figaro and Cleo (Figaro and Cleo - 1943 cartoon short)
- Winnie the Pooh (Winnie the Pooh Featurettes)
- I Wanna Be Like You (The Jungle Book)
- Look Out for Mr. Stork (Dumbo)
- Everybody Wants to Be a Cat (The Aristocats)
- The Ugly Bug Ball (Summer Magic)
- The Bare Necessities Reprise

### 101 Notas Musicales
- Fun with Music (Mickey Mouse Club)
- Why Should I Worry? (Oliver & Company)
- With a Smile and a Song (Snow White and the Seven Dwarfs)
- Let's All Sing Like the Birdies Sing (Disneyland Tiki Room)
- All in the Golden Afternoon (Alicia en el país de las maravillas)
- Strolling Through the Park (Nifty Nineties)
- Boo Boo Boo Boo Boo (A Symposium On Popular Songs)
- The Green with Envy Blues (Adventures in Color)
- Good Company (Oliver & Company)
- Blue Danube Waltz (Square Peg in a Round Hole)
- Old MacDonald Had a Band (Jack and Old Mac)†
- Scales and Arpeggios (The Aristocats)
- Why Should I Worry? Reprise

### Vamos a Disneyland Paris!
- Whistle While You Work (Blancanieves y los siete enanos)
- Step in Time (Mary Poppins)
- I'm Walking Right Down the Middle of Main Street U.S.A. (Walt Disney World y Disneyland)
- Follow the Leader (Peter Pan)
- The Great Outdoors
- Zip-a-Dee-Doo-Dah (Song of the South)
- How D'Ye and shake hands (Alicia en el país de las maravillas)
- Rumbly in My Tumbly (Winnie y Pooh en la Tormenta Crueda)
- It's a Small World (Blancanieves y los siete enanos, (Pinocho) y Imágenes)
- Making Memories
- Grim Grinning Ghosts (Haunted Mansion)
- The Character Parade (Walt Disney World y Disneyland)
- When You Wish Upon a Star (Pinocho)

### Feliz Navidad
Titulada: Navidad Navidad (Hispanoamérica) / Feliz Navidad (España)
- "Felices Navidades" - From All of Us to All of You
- "Adornad Vuesta Morada" - Deck the Halls
- "Din Don Dan" - Jingle Bells
- "Mundo Feliz" - Joy to the World
- "Sobre el Tejado" - Up on the Housetop
- "A Nevar" - Let It Snow, Let It Snow, Let It Snow
- "En Trineo Tú y Yo" - Sleigh Ride
- "El Desfile de los Soldados" - Parade of the Wooden Soldiers
- "Un Mundo Ideal" - Winter Wonderland
- "Viene Santa Claus" - Here Comes Santa Claus
- "Rudlof, El Reno de la Nariz Roja" - Rudolph the Red-Nosed Reindeer
- "Noche de Paz" - Silent Night
- "Les Deseamos Feliz Navidad" - We Wish You a Merry Christmas

### Bajo el mar
- Bajo el mar - Under the Sea (The Little Mermaid)
- Qué bello es el mar - By the Beautiful Sea
- Al reptil no hay que sonreír - Never Smile at a Crocodile (Peter Pan)
- That's What Makes the World Go Round (The Sword in the Stone)
- Bésala - Kiss the Girl (The Little Mermaid)
- Baile en el mar - At the Codfish Ball
- Navegando - Sailing, Sailing and Sailor's Hornpipe
- A Whale of a Tale (20,000 Leagues Under the Sea)
- Someone's Waiting for You (The Rescuers)
- Under the Sea Reprise

### Be Our Guest
Titulada: Nuestro Huésped (Hispanoamérica) / ¡Qué Festín! (España)
- "Nuestro Huésped" (Hispanoamérica) / "¡Qué Festín!" (España) - Be Our Guest (La bella y la bestia)
- "Con un Poco de Azúcar" - A Spoonful of Sugar (Mary Poppins)
- "Bella Notte" (La dama y el vagabundo)
- "Efelantes y Wartas" - Heffalumps and Woozles (Winnie Pooh y el bosque encantado)
- "La Bella y el Bestia" - Beauty and the Beast (La bella y la bestia)
- "El Delincuente Más Cruel" - The World's Greatest Criminal Mind (Policías y ratones (Hispanoamérica) / Basil, el ratón superdetective (España))
- "Chim Chiminea" - Chim Chim Cher-ee (Mary Poppins)
- "Eres Tú" - Once Upon a Dream (La bella durmiente)
- "Nuestro Huésped" (Hispanoamérica) / "¡Qué Festín!" (España) (estribillo) - Be Our Guest Reprise

### Un amigo fiel
- Amigo Fiel- Friend Like Me (Aladdín)
- Muy Bueno Amigos- The Best of Friends (The Fox and the Hound)
- Hay Algo- Something There (Beauty and the Beast)
- Como le Va?- How Do You Do? (Song of the South)
- Amistad- Friendship (realizado por Mickey, Donald y Goofy)
- Armonia- In Harmony (The Little Mermaid (TV series))
- Juntos Cantando- Let's Get Together (The Parent Trap)
- Para Eso Son los Amigos- That's What Friends Are For (The Jungle Book)
- Un Mundo Ideal- A Whole New World (Aladdín)
- Amigo Fiel (escribillo)- Friend Like Me Reprise

### El círculo de la vida
- El Círculo de la Vida- Circle of Life (El rey león)
- Parto de el -Part of Your World (The Little Mermaid)
- Príncipe Ali -Prince Ali (Aladdín)
- Voy a ser un Rey Leon -I Just Can't Wait to Be King (El rey león)
- Bella- Belle (Beauty and the Beast)
- Todos Quieren ser ya un Gato Jazz- Everybody Wants to be a Cat (The Aristocats)
- La Estrella Azul- When You Wish Upon a Star (Pinocchio)

### Colores en el Viento
Titulada: Colores en el Viento (Hispanoamérica y España)
- "¿Qué Será? Quiero Saber" (Hispanoamérica) / "Rio Abajo" (España) - Just Around the River Bend (Pocahontas)
- "Casey Junior" (Dumbo)
- "Hakuna Matata" (El rey león)
- "Qué Dia Más Feliz" - Oo-De-Lally (Robin Hood)
- "Cabecita de Madera"- Little Wooden Head (Pinocchio)
- "Es el Noche del Amor" - Can You Feel the Love Tonight (El rey león)
- "Jikitus, Fikitus" - Higitus Figitus (La espada en la piedra (Hispanoamérica) / Merlín el encantador (España))
- "Colores en el Viento" - Colors of the Wind (Pocahontas)

### El Jorobado de Notre Dame
Titulada: El Jorobado de Notre Dame (Hispanoamérica y España)
- "Topsy Turvy" (Hispanoamérica) / "Todo al Reves" (España) - Topsy Turvy (El jorobado de notre dame)
- "Yo Soy Tu Amigo Fiel" (Hispanoamérica) / "Hay Un Amigo en Mi" (España) - You've Got a Friend in Me (Toy Story)
- "Padre e Hijo" (Hispanoamérica) / "Unidos es Mucho Mejor" (España) - Father and Son (Aladdín y los 40 ladrones (Hispanoamérica) / Aladdín y el rey de los ladrones (España))
- "Serás un Campeón" - Streets of Gold (Oliver y su pandilla)
- "Un Viaje Es Lo Mejor" (Hispanoamérica) / "Juntos de Excursión" (España) - On the Open Road (Goofy, la película (Hispanoamérica) / Goofy e hijo (España))
- "Afuera" (Hispanoamérica) / "Fuera" (España) - Out There (El jorobado de notre dame)
- "Más, Más, Más" - Mine, Mine, Mine (Pocahontas)
- "Canta Una Nueva Canción" (Hispanoamérica) / "Canta Una Canción" (España) - Sing a New Song (La sirenita (serie animada))
- "Pasa Del Amor" - Forget About Love (El regreso de Jafar (Hispanoamérica) / El retorno de Jafar (España))
- "¿Qué Es?" - What's This? (El extraño mundo de Jack (Hispanoamérica) / Pesadilla antes de Navidad (España))
- "Topsy Turvy" (Hispanoamérica) / "Todo al Reves" (España) (estribillo) - Topsy Turvy Reprise

### Hércules
- De Cero a Héroe - (Hércules)
- Un Tipo Así - (El Jorobado de Notre Dame)
- Nuestra Dulce Minnie - (Lo Mejor de Minnie)
- Ahora Por Fin - (Goofy e hijo)
- Sociedad De Salvamentos - (Los Rescatadores)
- Todo es Natural - (Los Cachorros del Libro de la Selva: Nacido para ser Salvaje)
- Que Tu Luz No Se Nuble Jamás - (Aladdín y el rey de los ladrones)
- Pecos Bill - (Tiempo de melodía)
- Volarás, volarás! - (Peter Pan)
- La Aventura Es Así - (La Gran Aventura de Winnie Pooh)
- En Un Mundo De Mi Propia Creación - (Alicia en el País de las Maravillas)
- Mi Última Esperanza - (Hércules)